# Ptólico
Ptólico (en griego antiguo: Πτόλιχος, romanizado: Ptolichus fue un escultor de la antigua Grecia discípulo de Critios de Atenas y nacido en la isla de Córcira.
Pausanias no menciona ninguna escultura concreta de este artista, pero dice que perteneció a una estirpe de maestros y discípulos escultores, entre los cuales Crítios, Ptólico, Anfión de Cnosos, Pisón de Calauria y Damócrito de Sición. Como la época de Critios fue en la Olimpiada 75, es decir, hacia el año 477 a. C., se calcula que su floruit fue en la Olimpiada 83.ª, hacia el año 448 a. C., y por tanto era contemporáneo de Fidias.